# Kornelia Ender

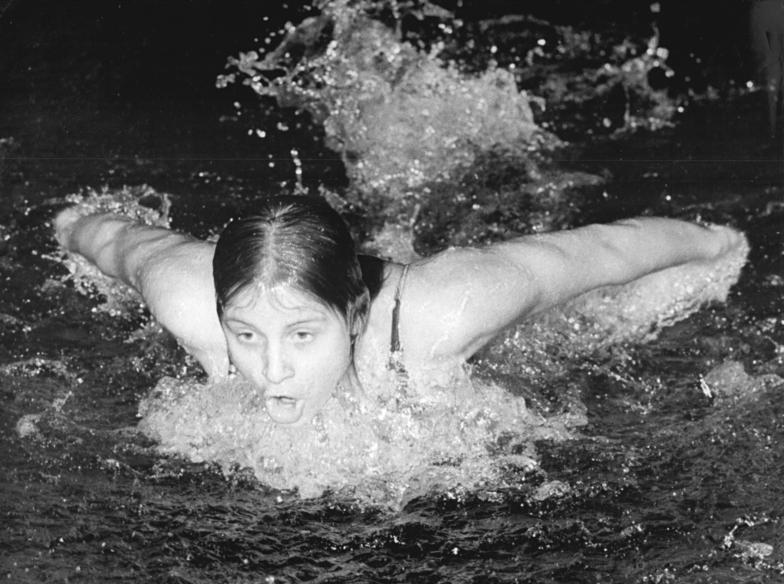
Bundesarchiv Bild 183-L1209-0021, Kornelia Ender.jpg
Descripción:Para propósitos de documentación, los Archivos Federales de Alemania han mantenido las descripciones originales de las imágenes, que pueden ser erróneas, sesgadas, estar obsoletas o tener una orientación política. Kornelia Ender ADN-ZB Mittelstädt 9-12-72 Berlin: DDR-Mannschaftsmeisterschaften im Sportschwimmen vom 8. - 10. Dezember 1972 im Sportforum- Über 200 m Lagen der Damen gewann die dreifache Silbermedaillengewinnerin der Olympischen Spiele 1972, Kornelia Ender (SC Chemie Halle), ihren Lauf in 2:31,1 min.
Licencia:CC BY-SA 3.0 de
Fecha:9 de diciembre de 1972date QS:P571,+1972-12-09T00:00:00Z/11
Autor:Rainer Mittelstädt
Categorías:Kornelia Grummt-Ender

Kornelia Ender - (25 de octubre de 1958 en Plauen, en la antigua República Democrática Alemana). Nadadora alemana que ganó ocho medallas olímpicas (cuatro de ellas de oro) y batió 27 récords del mundo.

## Inicios
Kornelia Ender empezó a nadar a los 10 años cuando el pediatra aconsejó a su madre que la llevara a nadar para corregir una ligera desviación de cadera. Su progresión fue tan espectacular que con solo 13 años ya se dio a conocer al mundo en los Juegos Olímpicos de Múnich 1972. Aunque no ganó ninguna medalla de oro, dejó constancia de su enorme talento y obtuvo tres medallas de plata, en las pruebas de 200 m estilos y de relevos 4 x 100 libres y 4 x 100 estilos.
A partir de ahí y durante los siguientes cuatro años no tuvo rival en las pruebas de velocidad. Primero en los Campeonatos del Mundo de Belgrado 1973 donde obtuvo cuatro medallas de oro en 100 libres, 100 mariposa , 4 x 100 libres y 4 x 100 estilos. Además sumó una de plata en 200 m estilos. 
Sin mayores problemas volvió a conseguir otros cuatro triunfos en los europeos de Viena 1974 (100 libres, 200 libres, 4 x 100 libres y 4 x 100 estilos). En los Campeonatos del Mundo de Cali 1975, se volvió a mostrar intratable con otros cuatro oros en las mismas pruebas que había ganado en Belgrado '73 (100 libres, 100 mariposa, 4 x 100 libres y 4 x 100 estilos), y de nuevo como en aquella ocasión sumando otra medalla de plata, ahora en los 200 m libres donde fue derrotada por la americana Shirley Babashoff, eterna segundona que esta vez obtuvo por fin su recompensa del oro. Por sus triunfos en Cali, Kornelia Ender fue elegida la mejor deportista del mundo de 1975.

## Juegos de Montreal '76
La consagración definitiva de Kornelia Ender y la actuación por la que es recordada como una de las mejores, si no la mejor, nadadora de la historia fue en los Juegos Olímpicos de Montreal 1976, que serían además los de su despedida de la competición, pese a no haber cumplido aun los 18 años.
Si en categoría masculina el rey de la piscina fue el estadounidense John Naber, en la femenina la reina absoluta fue la rubia alemana Kornelia Ender, que sumó cuatro medallas de oro en 100 libres, 200 libres, 100 mariposa y 4 x 100 estilos, batiendo en cada una de estas pruebas el correspondiente récord del mundo. Como día histórico se recuerda el jueves 22 de julio, cuando en el lapso de apenas 25 minutos fue capaz de ganar las pruebas de 100 mariposa y 200 libres con récord mundial incluido. Aun pudo obtener Kornelia una quinta medalla de oro en estos Juegos, pero el equipo alemán de relevos 4 x 100 libres encabezado por Ender fue derrotado por Estados Unidos cuya principal relevista era Shirley Babashoff, de manera que la RDA hubo de conformarse con la plata.
Kornelia Ender fue, junto con la gimnasta Nadia Comaneci y el nadador John Naber, las grandes estrellas de los Juegos de Montreal. Tras este éxito, y sin haber cumplido los 18 años, Ender anunció su retirada del deporte. Dos años después se casó con el nadador Roland Matthes, también campeón olímpico, aunque tiempo después de divorciaron. 
En apenas cinco años de competiciones, además de sus cuatro oros olímpicos, ocho mundiales y cuatro europeos, Kornelia Ender estableció 27 récords mundiales: diez veces el de los 100 libres, cinco veces el de los 100 mariposa, cuatro veces el de los 200 libres, dos veces el de los 200 estilos, una vez el de 100 espalda, dos veces el de 4 x 100 libres y tres veces el de 4 x 100 m. Por todo ello está considerada como una de las mejores nadadoras de la historia.
- Datos: Q165516
- Multimedia: Kornelia Grummt-Ender / Q165516